# Schramberg
Schramberg ist eine Stadt im mittleren Schwarzwald, etwa 25 Kilometer nördlich von Villingen-Schwenningen und 47 Kilometer nordöstlich von Freiburg im Breisgau. Sie ist nach der etwa 25 Kilometer südöstlich gelegenen Kreisstadt Rottweil die zweitgrößte Stadt des Landkreises Rottweil und bildet ein Mittelzentrum für die umliegenden Gemeinden. Seit dem 1. Januar 1972 ist Schramberg eine Große Kreisstadt.

## Geographie

### Lage

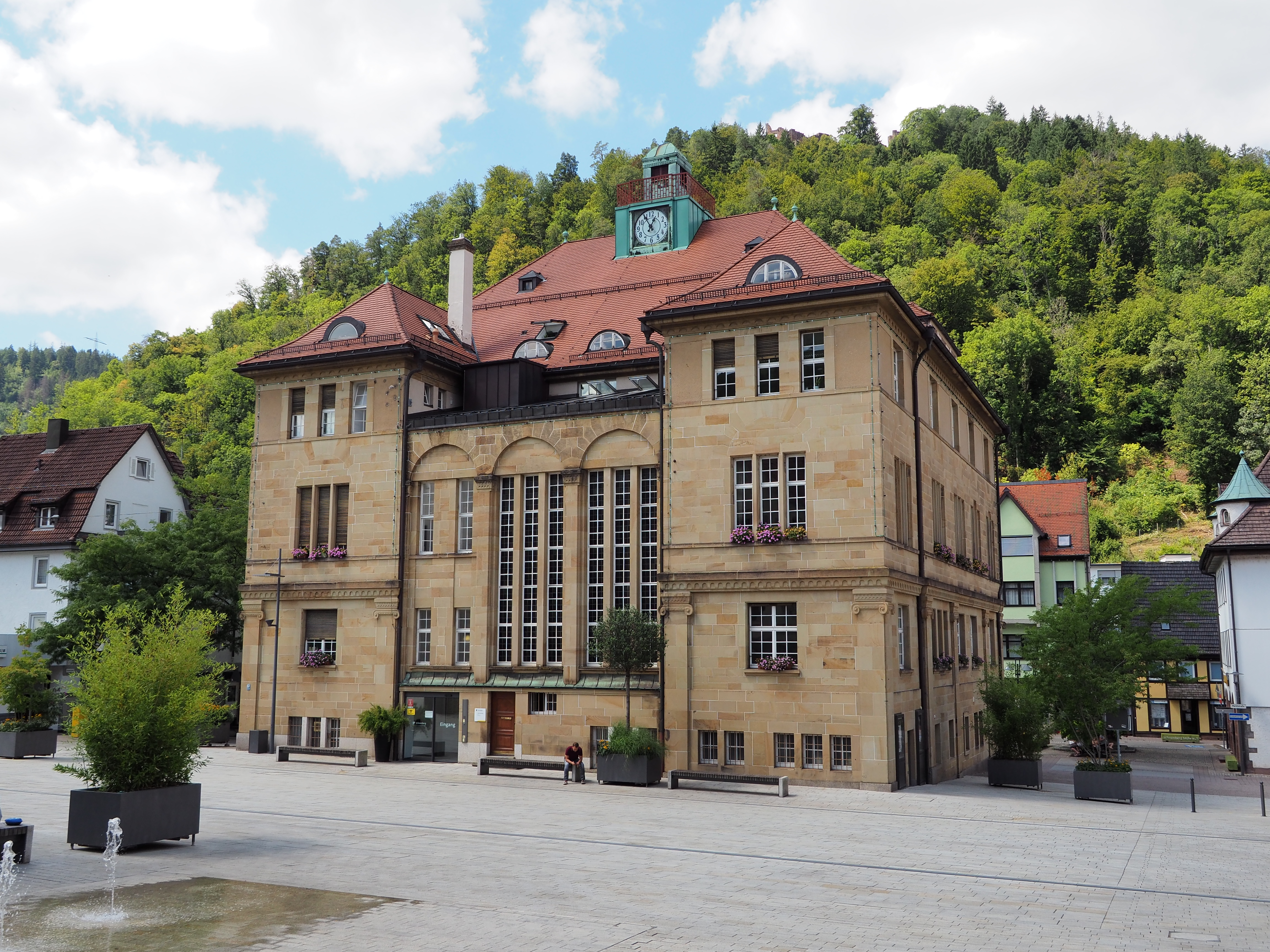
Das Schramberger Rathaus

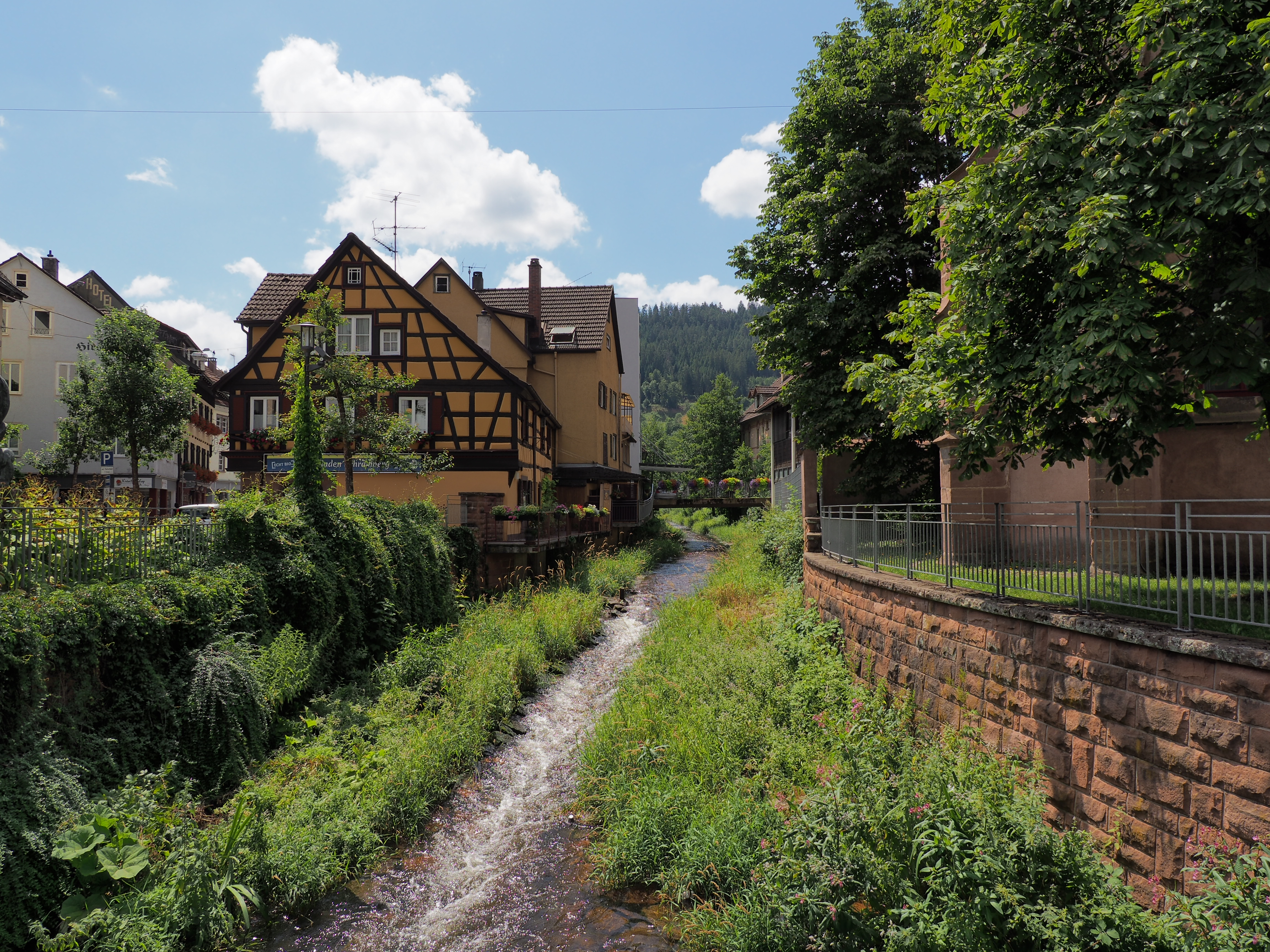
Blick auf die Schiltach

Die Kernstadt von Schramberg, die sogenannte „Talstadt“, liegt im Tal der Schiltach, das sich hier zu einem Kessel weitet. Hier münden die Bäche Göttelbach, Kirnbach, Berneck und Lauterbach bzw. deren Täler ein, weshalb Schramberg den Beinamen „Fünftälerstadt“ trägt. Die Täler entsprechen den fünf Zufahrtsstraßen in die Stadt, die von Sulgen, Hardt, Tennenbronn, Lauterbach und Schiltach in die Stadt führen.
Der niedrigste Punkt im Stadtgebiet liegt bei der Kläranlage Schiltachtal und misst 396 m ü. NN, der höchste Punkt ist auf der Brunnholzer Höhe am Windkapf (Stadtteil Tennenbronn) mit 943 m ü. NN. Das Rathaus Schramberg liegt auf 426 m ü. NN.

### Gewässer
Darüber hinaus findet man in der Talstadt Schramberg noch folgende Gewässer:
- das Vogtsbächle, einen Zufluss des Göttelbaches,
- den Roßwald (Zufluss des Göttelbaches),
- den Glasbach (Zufluss des Göttelbaches) sowie
- den Geißhaldenweiher im Lauterbachtal, einen Stausee, der ehemals der Elektrizitätsgewinnung für die Junghanswerke diente.

In der Bergvorstadt Sulgen befindet sich der Wiesenwaldweiher.

### Stadtgliederung
| Stadtteil            | Einwohnerzahl (30. Juni 2022) |
| -------------------- | ----------------------------- |
| Heiligenbronn        | 541                           |
| Kernstadt (Talstadt) | 8144                          |
| Schönbronn           | 151                           |
| Sulgen               | 7054                          |
| Tennenbronn          | 3375                          |
| Waldmössingen        | 2044                          |

Neben den genannten Stadtteilen unterscheidet man noch eine Vielzahl weiterer, räumlich getrennter Wohnplätze mit eigenem Namen, die oft sehr wenige Einwohner haben, sowie Wohngebiete mit eigenem Namen, deren Bezeichnungen sich im Laufe der Bebauung ergeben haben und deren Grenzen dann meist nicht genau festgelegt sind.

### Nachbargemeinden
Folgende Städte und Gemeinden grenzen an die Stadt Schramberg. Sie werden im Uhrzeigersinn beginnend im Westen genannt:
Lauterbach, Schiltach, Aichhalden, Fluorn-Winzeln, Oberndorf am Neckar, Bösingen, Dunningen, Eschbronn, Hardt (alle Landkreis Rottweil), Königsfeld im Schwarzwald, St. Georgen im Schwarzwald, Triberg im Schwarzwald (Schwarzwald-Baar-Kreis) und Hornberg (Ortenaukreis).
Mit den Gemeinden Aichhalden, Hardt und Lauterbach ist die Stadt Schramberg eine Vereinbarte Verwaltungsgemeinschaft eingegangen.

### Raumplanung
Schramberg bildet ein Mittelzentrum innerhalb der Region Schwarzwald-Baar-Heuberg, zu dessen Mittelbereich die Städte und Gemeinden Aichhalden, Dunningen, Eschbronn, Hardt, Lauterbach, Schenkenzell und Schiltach des Landkreises Rottweil gehören.

### Schutzgebiete
In Schramberg gibt es zwei Landschaftsschutzgebiete, das Obere Schiltachtal mit dem Bernecktal und das Schiltachtal vom Teufelskopf bis Hohenschramberg. Zudem hat die Stadt Anteil an den FFH-Gebieten Baar, Eschach und Südostschwarzwald, zu welchem einige Flächen um Waldmössingen gehören, und Schiltach und Kaltbrunnertal mit einigen Teilflächen um die Talstadt. Das Obere Schiltachtal gehört außerdem zum Vogelschutzgebiet Mittlerer Schwarzwald. Das gesamte Stadtgebiet gehört zudem zum Naturpark Schwarzwald Mitte/Nord.

## Geschichte

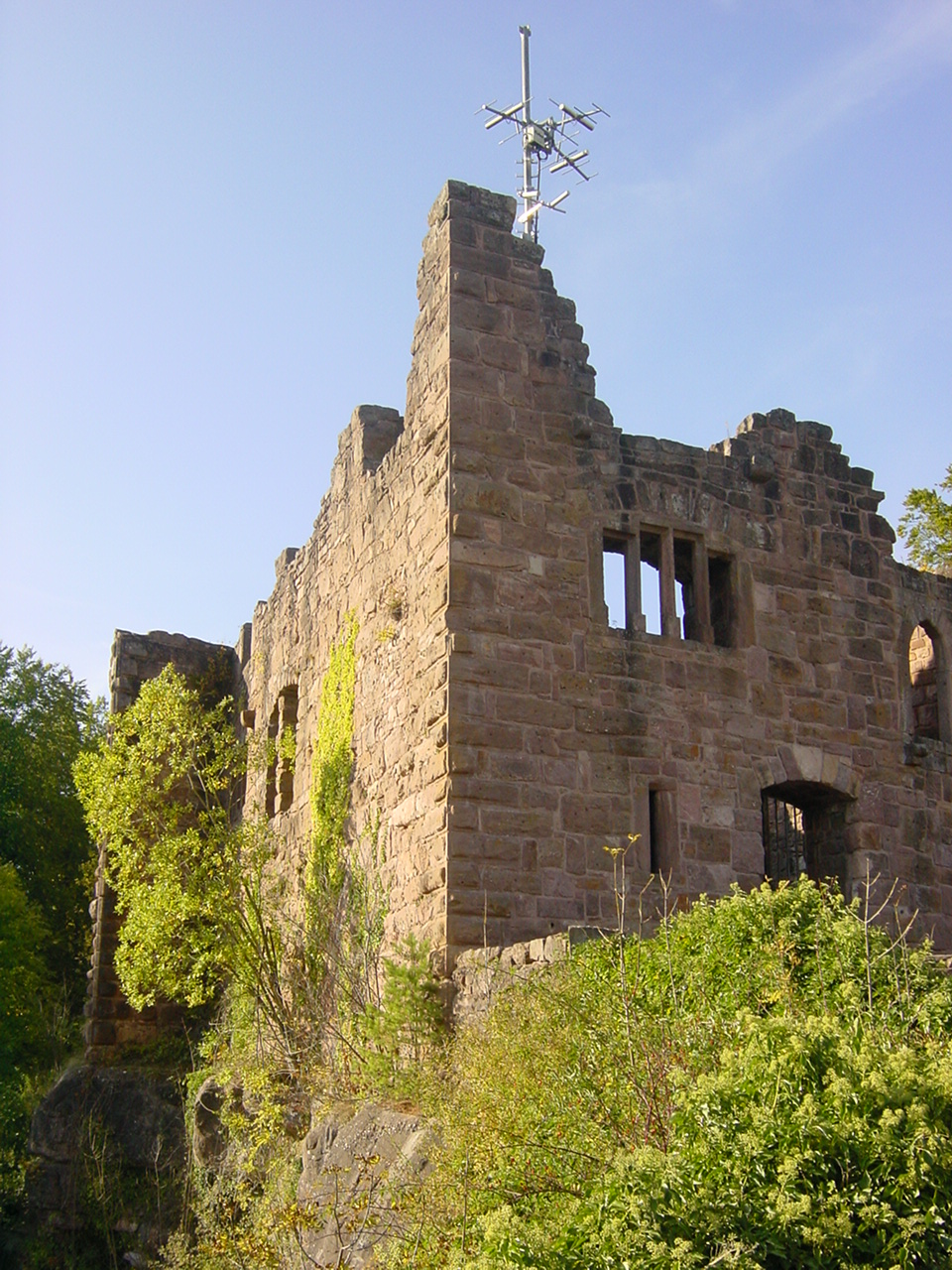
Burgruine Hohenschramberg

### Schrambergs Entwicklung bis zum 19. Jahrhundert
Schramberg wurde 1293 als Schrammenberg erstmals erwähnt. Als Ausbauort von Schiltach gehörte der Ort alsbald den Herren von Teck und wurde von diesen an die Herren von Schilteck weitergegeben. 1347 erwarben ihn die Herren von Falkenstein. 1444 wurden Teile der Herrschaft an Württemberg verpfändet, doch 1449 wieder eingelöst. Danach wechselte der Ort mehrfach den Besitzer. 1547 erhielt er das Marktrecht. Ab 1648 war Schramberg überwiegend im Besitz der Reichsgrafen von Bissingen-Nippenburg. Dieses Territorium wurde auch als Herrschaft Schramberg bezeichnet. Die Stadt war dem Ritterkanton Neckar-Schwarzwald zugehörig und wurde 1805 im Zuge der Mediatisierung dem Kurfürstentum Württemberg einverleibt. Bei der Umsetzung der neuen Verwaltungsgliederung im 1806 gegründeten Königreich Württemberg wurde der Ort Sitz eines Oberamtes, das jedoch bereits 1807 dem Oberamt Hornberg als Unteramt angegliedert wurde. 1810 kam der Ort zum Oberamt Oberndorf. Infolge des starken Zuwachses durch die Industrialisierung erhielt Schramberg am 7. September 1867 Stadtrechte.

### Industrialisierung
Wie in vielen Schwarzwaldgemeinden begann im 19. Jahrhundert die Industrialisierung in Schramberg. Erste Manufakturen produzierten Steingut (Schramberger Majolika-Fabrik), Strohwaren und Emaille. 1861 wurde der Uhrenhersteller Junghans gegründet, der zum bedeutendsten Arbeitgeber der Stadt wurde. In seinem Umfeld siedelten sich zahlreiche Zulieferer, beispielsweise von Uhrenfedern, an. 1892 erhielt Schramberg mit der Eröffnung einer Nebenbahn zur Kinzigtalstrecke über das Schiltachtal Anschluss an das Schienennetz der Badischen und Württembergischen Staatsbahnen. Für die früher gebaute badische Schwarzwaldbahn wurde auch eine Route über Wolfach, Schiltach, Schramberg, Tennenbronn und Königsfeld erwogen, die bautechnisch einfacher als die verwirklichte über Hornberg gewesen wäre, jedoch über württembergisches Gebiet geführt hätte.

### NS- und Nachkriegszeit
Durch die Verwaltungsreform während der NS-Zeit in Württemberg wurde 1938 der Kreis (bis 1934 Oberamt) Oberndorf aufgelöst und Schramberg dem Landkreis Rottweil zugeteilt. 1939 wurde Sulgen nach Schramberg eingemeindet.
Nach dem Zweiten Weltkrieg fiel die Stadt Schramberg in die Französische Besatzungszone und kam somit 1947 zum neu gegründeten Land Württemberg-Hohenzollern, welches 1952 im Land Baden-Württemberg aufging.
Bei der Kreisreform 1973 blieb zwar die Zugehörigkeit Schrambergs zum Landkreis Rottweil bestehen, jedoch kam mit der Auflösung des Regierungsbezirks Südwürttemberg-Hohenzollern die jetzige Zuordnung des Landkreises und somit auch Schrambergs zum Regierungsbezirk Freiburg.

### Besondere Ereignisse
- Am 21. Mai 1959 wurde Schramberg von einem schweren Unwetter heimgesucht, bei dem die Wassermassen Erde und Geröll der umgebenden Berge in die Fünftälerstadt schwemmten.
- Im Februar 1982 verlor ein Kampfflugzeug vom Typ McDonnell F-4 Phantom eine Luft-Luft-Abwehrrakete AIM-9 Sidewinder über dem Stadtgebiet. Nach mehrtägiger Suche wurde die Rakete in einer Scheune eines Bauernhofes im Oberen Kirnbach gefunden. Sie hatte das Dach durchschlagen und steckte im Betonboden, explodierte jedoch nicht.
- 2000 fanden in Schramberg die Heimattage Baden-Württemberg statt.
- Am 1. Juni 2005 kam es zum bisher größten Schadenfeuer in der Schramberger Stadtgeschichte. Der Großbrand bei der Firma Schweizer Electronic AG musste unter Einsatz von mehreren Feuerwehren aus der Umgebung und etwa 250 Einsatzkräften gelöscht werden.

### Eingemeindungen
In die Stadt Schramberg wurden folgende Gemeinden bzw. Gemeindeteile eingegliedert:
- 1939: Sulgen, 1935 gebildet durch Vereinigung der Gemeinden Sulgen und Sulgau
- 1. Dezember 1971: Waldmössingen[4]
- 1. Januar 1975: Brambach, Glasbach, Hochholz, Lienberg, Oberreute, Rappenbauernhof (bis dahin Teile der Gemeinde Aichhalden)[5]
- 1. Januar 1977: Hutneck (bis dahin teilweise zur Gemeinde Hardt gehörig)[6]
- 1. Mai 2006: Tennenbronn[7]

Nach der Eingemeindung Waldmössingens am 1. Dezember 1971 stieg die Einwohnerzahl der Stadt auf über 20.000. Die Stadtverwaltung stellte den Antrag auf Erhebung zur Großen Kreisstadt, was die Landesregierung von Baden-Württemberg mit Wirkung vom 1. Januar 1972 beschloss. Doch schon bald sank die Einwohnerzahl wieder unter 20.000 ab, dennoch konnte Schramberg den Status „Große Kreisstadt“ behalten. Am 1. Mai 2006 wurde die zuvor selbständige Gemeinde Tennenbronn nach Schramberg eingemeindet, wodurch die Einwohnerzahl der Stadt wieder über 20.000 lag.

### Sulgen
Sulgen wurde 1323 erstmals erwähnt. Die mittelalterliche Streusiedlung taucht nach 1444 unter den beiden Namen Sulgen und Sulgau auf. Beide Orte entwickelten sich unabhängig voneinander und wurden als selbständige Gemeinden geführt, die erst 1934 unter dem Namen „Sulgen“ vereinigt, jedoch bereits 1939 in die Stadt Schramberg eingegliedert wurden.

### Waldmössingen
Waldmössingen wurde im Jahre 994 als „Mesinga“, 1262 als „Waltmessingen“ erstmals erwähnt. Im 11. und 12. Jahrhundert bestand ein Ortsadel. Der Ort gehörte mit der Stadt Oberndorf den Herzögen von Zähringen, später den Herren von Teck und kam mit Oberndorf 1381 an Österreich. 1805 wurde der Ort württembergisch. 1806 gehörte er zum Obervogteiamt Oberndorf, ab 1807 zum Oberamt Rottweil und ab 1810 zum neu geschaffenen Oberamt Oberndorf. Bei dessen Auflösung 1938 kam Waldmössingen zum Landkreis Rottweil.

### Einwohnerentwicklung

Einwohnerentwicklung Schrambergs von 1810 bis 2016

Einwohnerzahlen nach dem jeweiligen Gebietsstand. Die Zahlen sind Volkszählungsergebnisse ( 1) oder amtliche Fortschreibungen der jeweiligen Statistischen Ämter (nur Hauptwohnsitze).
| Jahr                 | Einwohnerzahlen |
| -------------------- | --------------- |
| 1810                 | 1.746           |
| 1823                 | 2.035           |
| 1834                 | 2.551           |
| 1849                 | 3.261           |
| 1861                 | 3.125           |
| 1. Dezember 1871     | 3.453           |
| 1. Dezember 1880 1   | 4.571           |
| 1. Dezember 1900 1   | 8.551           |
| 1. Dezember 1910 1   | 11.267          |
| 16. Juni 1925 1      | 12.113          |
| 16. Juni 1933 1      | 11.741          |
| 17. Mai 1939 1       | 16.010          |
| 13. September 1950 1 | 16.458          |

| Jahr              | Einwohnerzahlen |
| ----------------- | --------------- |
| 6. Juni 1961 1    | 18.114          |
| 27. Mai 1970 1    | 18.951          |
| 31. Dezember 1971 | 20.147          |
| 31. Dezember 1975 | 19.677          |
| 31. Dezember 1980 | 19.157          |
| 25. Mai 1987 1    | 18.102          |
| 31. Dezember 1990 | 19.086          |
| 31. Dezember 1995 | 19.598          |
| 31. Dezember 2000 | 18.883          |
| 31. Dezember 2005 | 18.391          |
| 30. Juni 2006 2   | 22.093          |
| 31. Dezember 2010 | 21.242          |
| 31. Dezember 2015 | 20.985          |
| 31. Dezember 2020 | 21.059          |

## Religionen

### Konfessionsstatistik
Gemäß dem Zensus 2011 waren 50,9 % katholisch, 23,8 % der Einwohner evangelisch und 25,3 % waren konfessionslos oder gehörten einer anderen Glaubensgemeinschaft an. Im Juni 2021 waren von den 21.258 Einwohnern 9.169 (43,1 %) katholisch, 4.417 (20,8 %) evangelisch und 7.672 (36,1 %) waren konfessionslos oder gehörten einer anderen Glaubensgemeinschaft an. Laut einen Auszug aus der statistischen Auswertung des Zweckverbands „Komm.One“ waren im Vorjahr – Juni 2020 – von den 21.361 Einwohnern 9.442 (44,2 %) römisch-katholisch, 4.512 (21,1 %) evangelisch und 7.407 (34,7 %) konfessionslos oder gehörten einer anderen Glaubensgemeinschaft an.

### Geschichte

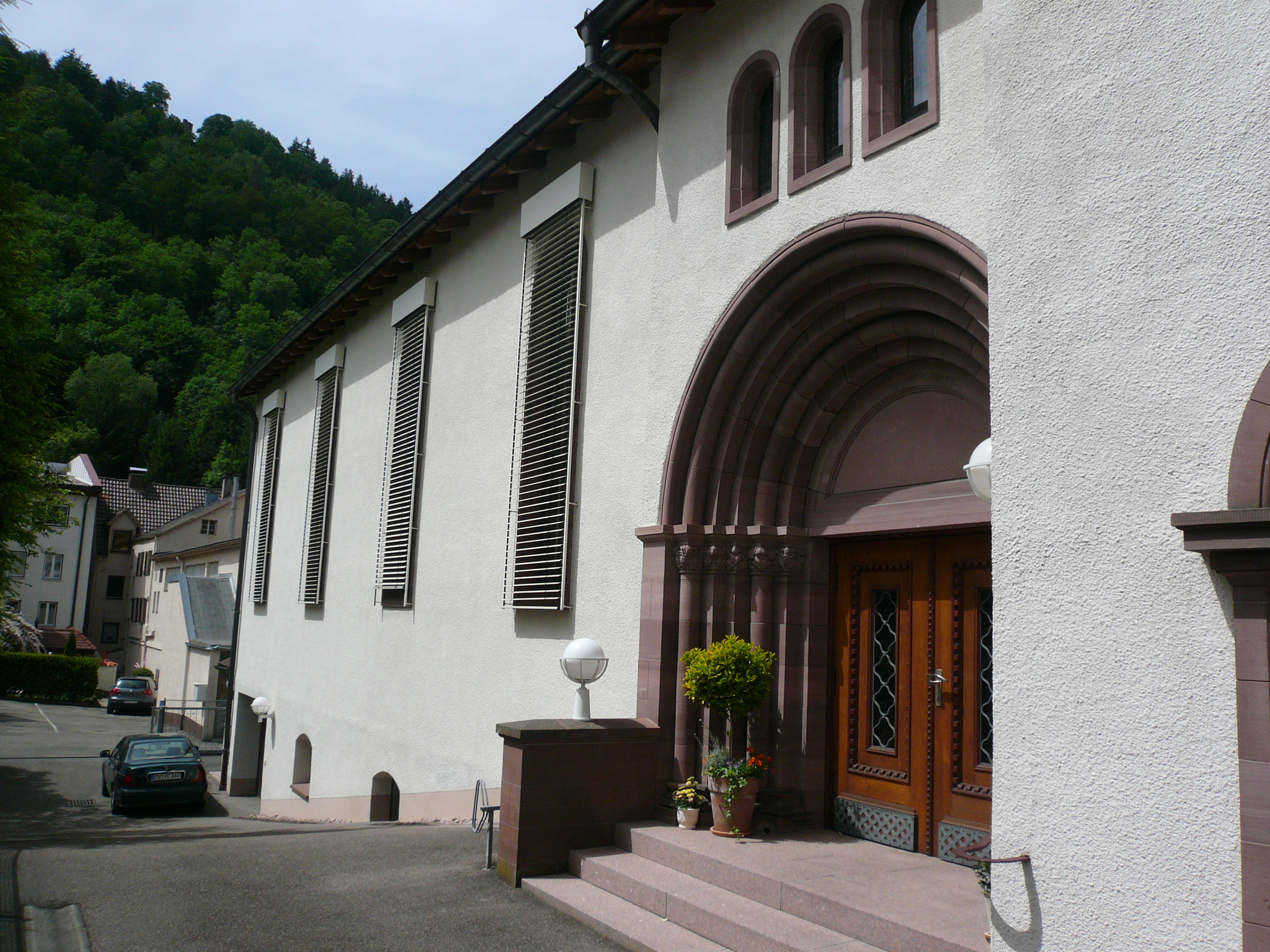
Neuapostolische Kirche

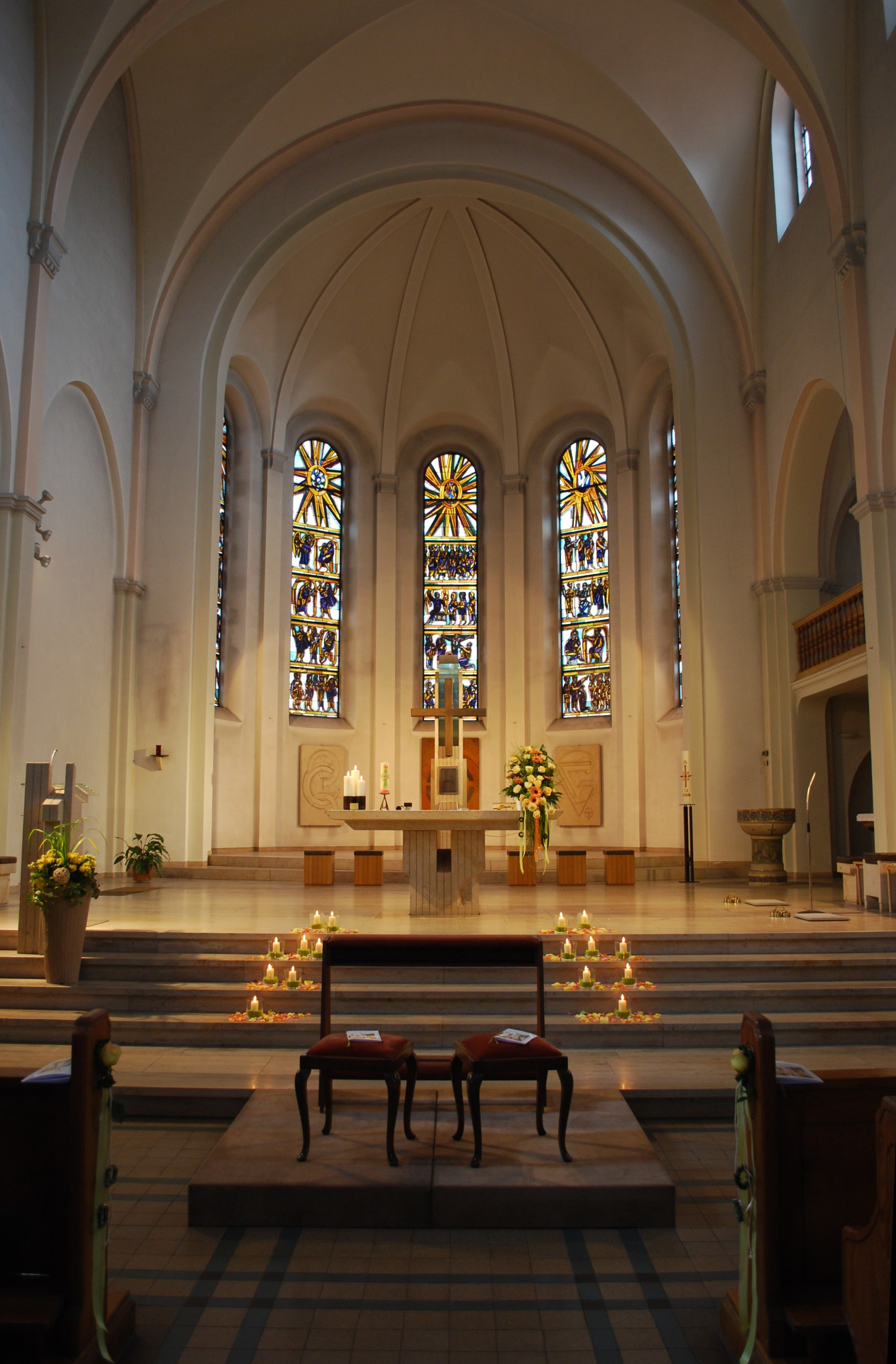
Katholische Heilig-Geist-Pfarrkirche

Schramberg gehörte zunächst zum Bistum Konstanz und war dem Archidiakonat „vor der Wald“ zugeordnet. Der Ort war zunächst Filiale von Dunningen, dann von Sulgau (heute Sulgen). Eine Kapelle wird bereits im 14. Jahrhundert erwähnt. Die Herren von Landenberg führten 1534 die Reformation ein, doch wurde diese durch Rochus Merz von Staffelfelden 1547 wieder verdrängt. Daher blieben Schramberg und die zugehörigen Orte bis ins 19. Jahrhundert überwiegend katholisch. Im 16. Jahrhundert war die Kapelle am Schlossberg zur Pfarrkirche erhoben worden. Die im Ursprung gotische Kapelle wurde mehrfach umgebaut und erhielt 1716 einen Turm. Dieser dient heute der 1838 bis 1842 daneben erbauten Pfarrkirche St. Maria Himmelfahrt. Die Gemeinde gehört seit 1821 bzw. 1827 zum Bistum Rottenburg (Dekanatsverband Rottweil-Oberndorf). Infolge starken Wachstums wurde die Pfarrei geteilt. So entstand 1957 die Heilig-Geist-Pfarrei (Kirche von 1912/14).
Auch Sulgen blieb bis ins 19. Jahrhundert überwiegend katholisch. Die Pfarrkirche St. Lorenz (Laurentius) ist eine spätgotische Kirche mit Turm von 1496. Das Langhaus wurde 1826 erbaut. Die neue St.-Laurentius-Kirche entstand 1967. In Heiligenbronn gibt es eine weitere katholische Gemeinde (St. Gallus). Die Waldmössinger Kirche St. Valentin, die 1884 anstelle einer romanischen Vorgängerkirche errichtet wurde, brannte in der Nacht zum 4. Januar 1969 vollständig aus und musste abgerissen werden. Die heutige Kirche wurde am 3. September 1973 von Bischof Georg Moser geweiht. Auch diese Kirchengemeinde gehört mit St. Laurentius und St. Gallus zum Dekanatsverband Rottweil-Oberndorf. Seit dem 25. Juni 1989 besteht im Schramberger Stadtteil Sulgen die Kapelle „Sel. Bernhard von Baden“ der Priesterbruderschaft St. Pius X. Nach einem Neubau auf dem Lienberg wurde sie in „Kirche Mariä Verkündigung“ umbenannt.
Im 19. Jahrhundert zogen wieder Protestanten nach Schramberg. Diese wurden zunächst von Schönbronn aus betreut, wo seit 1835 ein Pfarrverweser tätig war. 1851 wurde der erste evangelische Gottesdienst in Schramberg in einem umgebauten Gartensaal gehalten. Eine eigene Pfarrei wurde 1866 errichtet, die Stadtkirche dann 1874 erbaut (1898 erweitert). Zur Gemeinde Schramberg gehören auch alle Protestanten in den kleineren Wohnplätzen Schrambergs. Heute bildet die Gemeinde zusammen mit der Nachbargemeinde Lauterbach die Kirchengemeinde Schramberg und Lauterbach. In Sulgen wurde 1956 eine eigene Kirche und 1959 eine eigene Pfarrei errichtet. Auch zu dieser Gemeinde gehören mehrere kleinere Wohnplätze sowie die Gemeinde Seedorf. Die Waldmössinger Protestanten werden von der Nachbargemeinde Fluorn betreut. Alle drei Kirchengemeinden (Schramberg, Sulgen und Fluorn) gehören zum Kirchenbezirk Rottweil der Evangelischen Landeskirche in Württemberg.
Neben den beiden großen Kirchen gibt es in Schramberg auch je eine Gemeinde der Neuapostolischen Kirche, der Siebenten-Tags-Adventisten und der Evangelisch-methodistischen Kirche.
Der Türkisch-islamische Kulturverein unterhält in Schramberg eine Moschee, die ebenso wie die Moschee, die vom Islamischen Verein Schramberg geführt wird, unter keinem Dachverband steht.

## Politik

### Gemeinderat
Nach der Kommunalwahl am 9. Juni 2024 hat der Gemeinderat Schramberg 31 Sitze (2019: 25). Die Wahl führte zu folgendem Ergebnis:
| Partei/Liste       | Stimmenanteil | Sitze | +/− |
| ------------------ | ------------- | ----- | --- |
| CDU                | 38,8 %        | 12    | + 4 |
| SPD                | 12,4 %        | 4     | ± 0 |
| ödp                | 6,1 %         | 2     | − 1 |
| AfD                | 1,6 %         | 1     | + 1 |
| Freie Liste        | 19,3 %        | 6     | + 6 |
| Buntspecht & Grüne | 10,4 %        | 3     | ± 0 |
| Aktive Bürger      | 7,0 %         | 2     | − 1 |
| Neue Liste         | 4,5 %         | 1     | + 1 |

### Bürgermeister
Die Verwaltung Schrambergs lag bis 1805 in den Händen der Vögte. Über den Vögten stand das Obervogteiamt, dem mehrere Ämter unterstanden.
Nach dem Übergang an Württemberg stand der Schultheiß bzw. Bürgermeister an der Spitze des Ortes. Mit Erlangung der Stadtrechte 1867 hieß das Oberhaupt Stadtschultheiß und ab 1930 Bürgermeister.
Seit der Erhebung zur Großen Kreisstadt 1972 trägt das Stadtoberhaupt von Schramberg die Amtsbezeichnung Oberbürgermeister. Dieser wird heute von den Wahlberechtigten für eine Amtszeit von acht Jahren direkt gewählt. Er ist Vorsitzender des Gemeinderats. Sein allgemeiner Stellvertreter war in der Vergangenheit der Erste Beigeordnete mit der Amtsbezeichnung Bürgermeister. Dieses Amt wurde vor einiger Zeit abgeschafft. Heute gibt es ehrenamtliche stellvertretende Bürgermeister, die von den Fraktionen des Gemeinderats gestellt und vom Gemeinderat gewählt werden.
Bürgermeister bzw. Oberbürgermeister von Schramberg seit 1954
- 1954–1974: Konstantin Hank, CDU, Bürgermeister, ab 1972 Oberbürgermeister († 19. März 1977)
- 1974–1982: Roland Geitmann, SPD, Oberbürgermeister († 4. Dezember 2013)
- 1982–1990: Bernd Reichert, CDU, Oberbürgermeister
- 1990–2011: Herbert O. Zinell, SPD, Oberbürgermeister[14]
- 2011–2019: Thomas Herzog, parteilos, Oberbürgermeister[15]
- seit 2019: Dorothee Eisenlohr, parteilos, Oberbürgermeisterin[16]

### Stadteigene Betriebe
Die Stadtwerke Schramberg GmbH & Co KG sind das stadteigene Energie- und Wasserversorgungsunternehmen der Stadt Schramberg. Sie betreiben daneben auch ein Parkhaus und zwei Schwimmbäder.

### Wappen
| Schramberg | Blasonierung: „In Schwarz einen rot bewehrten und rot bezungten goldenen Greif, der in der rechten Vorderpranke ein silbernes Schwert hält“ |
| Schramberg | Wappenbegründung: Ein altes Dorfsiegel ist nicht bekannt. Erst im 19. Jahrhundert wählte man den Greif als Wappensymbol. Er ist aus dem Wappen der Herren von Nippenburg entnommen, die über viele Jahrzehnte über den Ort herrschten. Anfangs stand der Greif auf einem Dreiberg. Doch verzichtete man ab 1910 auf den Dreiberg. 1926 wurde dem Wappen ein Zahnrad beigefügt, als Symbol der ansässigen Industrie. 1938 wurde das Zahnrad wieder entfernt und die heutige Form des Wappens festgelegt. Die Flagge ist schwarz-gelb |

### Städtepartnerschaften
Schramberg unterhält mit folgenden Städten eine Städtepartnerschaft:
- Hirson, Frankreich, seit 1958
- Lachen, Schweiz, seit 1963
- Charleroi (Stadtteil Marcinelle), Belgien, seit 1964
- Čakovec, Kroatien, seit 1989
- Glashütte, Sachsen, seit 1989 Kontakte
- Pilisvörösvár, Ungarn, Kontakte seit den 1990er Jahren (die Anfänge im 1982)[17]

## Wirtschaft und Infrastruktur

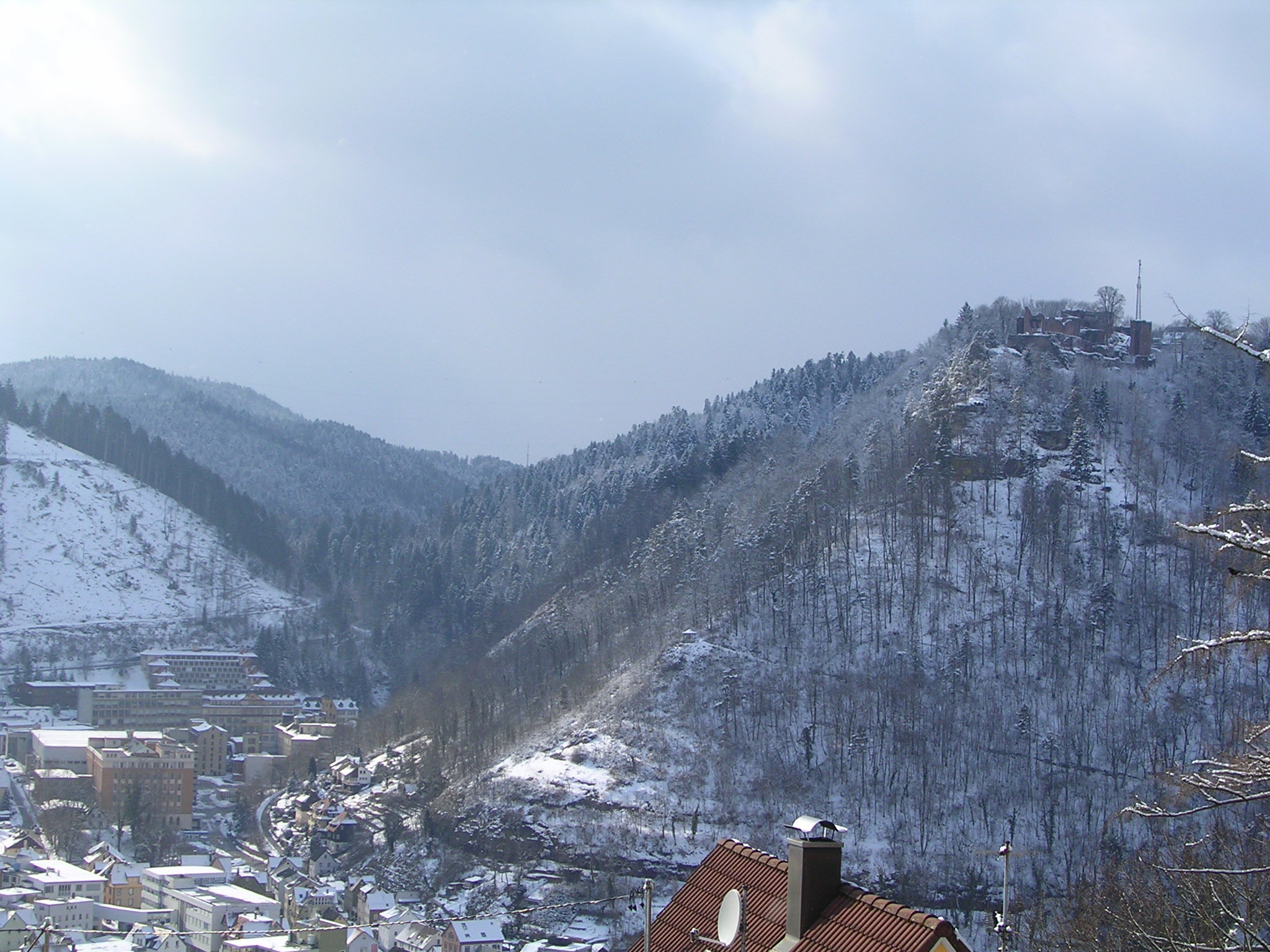
Die Uhrenfabrik Junghans unterhalb der Hohenschramberg

Der Ort liegt an der Deutschen Uhrenstraße.
Bedeutende Wirtschaftszweige sind die Uhrenindustrie (Junghans-Uhren) sowie die feinmechanische Industrie.

### Bedeutende ansässige Unternehmen
- Hugo Kern und Liebers GmbH & Co. KG: das Stammwerk der von Hans-Jochem Steim geführten internationalen Firmengruppe Kern-Liebers ist das größte Unternehmen in Schramberg; gegründet als Zulieferer von Zugfedern für Uhrwerke, ist Kern-Liebers heute auf vier Geschäftsfeldern der Metallverarbeitung tätig: Bandfedern, Drahtfedern, Stanztechnik und Komponenten (v. a. Platinen) für Textilmaschinen
- Uhrenfabrik Junghans GmbH & Co. KG; einst größte Uhrenfabrik der Welt, seit 2011 ebenfalls im Besitz der Unternehmerfamilie Steim
- Die Schweizer Electronic AG ist einer der größten europäischen Hersteller von Leiterplatten (Platinen), Kunde ist hauptsächlich die Automobilindustrie
- Trumpf Laser GmbH; ein weltweit tätiger Laserhersteller mit Stammsitz in Ditzingen
- MS-Schramberg (vormals Magnetfabrik Schramberg); Magnethersteller
- Schneider Schreibgeräte ist ein mittelständischer Hersteller von Schreibgeräten mit Sitz in Schramberg-Tennenbronn.

### Behörden
Schramberg hat ein Notariat.

### Medien
In Schramberg erscheint als Tageszeitung der Schwarzwälder Bote mit einer Lokalausgabe. Die Stadt liegt im Sendegebiet von Südwestrundfunk, Radio Neckarburg, Antenne 1 und der beiden Regionalprogramme Radio Schwarzwald-Baar-Heuberg (für eher badisch orientierte) bzw. Radio Tübingen (für eher württembergisch orientierte Hörer) von SWR4 Baden-Württemberg. Auf dem Hohenschramberg steht der UKW-Sender Schramberg.

### Bildungseinrichtungen

#### Schulen
Schramberg hat ein Gymnasium (Gymnasium Schramberg), eine Realschule, eine Förderschule (Peter-Meyer-Schule), zwei Grundschulen (Berneckschule und Grundschule Waldmössingen) sowie drei Grund- und Hauptschulen (Graf-von-Bissingen-Schule Schramberg, Grund- und Hauptschule mit Werkrealschule Sulgen sowie die Grund- und Hauptschule Tennenbronn).
Der Landkreis Rottweil ist Schulträger der Gewerblichen und Hauswirtschaftlichen Schule, der Kaufmännischen Schule und der Wittum-Schule für Geistigbehinderte.
Ein privater Schulkindergarten, eine private Schule für Blinde und Sehbehinderte sowie für Gehörlose und Hörgeschädigte (beide in Trägerschaft der Stiftung St. Franziskus Heiligenbronn) runden das schulische Angebot in Schramberg ab.

#### Volkshochschule
Seit 1950 gibt es in Schramberg die Volkshochschule (VHS), zunächst als Volksbildungswerk von Schramberger Bürgern gegründet. Sie hat sich im Laufe von sechs Jahrzehnten zur größten Einrichtung der Erwachsenenbildung im Landkreis Rottweil entwickelt. Träger der VHS ist die Stadt Schramberg.

Das Angebot der VHS umfasst Themen der politischen Bildung, der Allgemeinbildung, sowie der beruflichen Qualifizierungen. Im VHS-Seminargebäude stehen den Teilnehmern der VHS mit vier Seminarräumen, einem Werkraum, einer Malwerkstatt, einer Lehrküche, sowie einem Gymnastikraum ansprechende und zeitgemäß eingerichtete Räume zur Verfügung. Zudem steht ein Medienzentrum im Gymnasium Schramberg für die EDV-Kurse zur Verfügung.
Das Angebot der VHS wird jährlich von etwa 7100 Teilnehmern wahrgenommen.
Laut ihrer Satzung ist es Aufgabe der VHS, die Pflege und Förderung der Erwachsenenbildung im Bereich der Stadt Schramberg und in den Gemeinden des Mittelbereichs auf überparteilicher und überkonfessioneller Grundlage wahrzunehmen. Die VHS bietet ihren Teilnehmern Hilfen für das Lernen sowie zur Lebensorientierung, Urteilsbildung und Selbstverwirklichung. Durch ihre interkulturelle Bildung leistet die VHS einen wesentlichen Beitrag zur Integration sowie zu gegenseitiger Toleranz und fördert damit die weltoffene Kommunalität von Stadt und Gesellschaft.
Mit ihrer Außenstelle in Schiltach/Schenkenzell organisiert die VHS ein vielfältiges Programm zur Erwachsenenbildung. Das aktuelle Semesterprogramm erscheint halbjährlich im Januar und September.
Popup Labor Baden-Württemberg
Schramberg ist vom 19. bis 23. Oktober 2020 Standort des Popup Labors für die Landkreise Rottweil, Schwarzwald-Baar und Tuttlingen. Projektträger ist das Fraunhofer-Institut für Arbeitswirtschaft und Organisation IAO in Stuttgart.

### Freizeit- und Sportanlagen
Von 1934 bis 2001 gab es in der Talstadt ein Freibad im Bernecktal. Durch die Eingemeindung von Tennenbronn 2006 betreibt die Stadt Schramberg seither das dortige Freibad. Das Hallenbad in Sulgen wurde abgerissen; an dessen Stelle eröffnete im Juli 2015 das neue Hallenbad, welches den Namen „Badschnass“ trägt und mit einer Aquacross-Anlage ausgestattet ist.
Die Sportgemeinschaft Schramberg (SG Schramberg 1858) ist mit 2300 Mitgliedern der größte Sportverein der Region. Sie entstand 2011 aus dem Zusammenschluss der Schramberger Turnerschaft und des Turnvereins Sulgen und hat mit insgesamt dreizehn Abteilungen ein breites Sportangebot, zu dem unter anderem eine Handball- und eine Basketballabteilung gehören.
Des Weiteren gibt es einen Segelflugverein (LSV Schwarzwald), einen Fußballverein (SpVgg 08 Schramberg), eine Schützengesellschaft (SGes 1560 Schramberg), sowie viele weitere Sportvereine.
Im Stadtteil Tennenbronn gibt es einen kleinen Kinderskilift und einige Loipen.

## Verkehr

### Straße
Mit dem Auto ist Schramberg zu erreichen über die Bodenseeautobahn Bundesautobahn 81 Stuttgart–Singen, Ausfahrt Rottweil und schließlich über die Bundesstraße 462, oder von Westen über die B 294 (Bretten-Freiburg), von der in Schiltach die B 462 Richtung Rottweil abzweigt. Zum 1. Juli 2013 wurde in Schramberg eine Umweltzone eingerichtet, die fast die gesamte Talstadt umfasst und in der nur Fahrzeuge mit gelber oder grüner Plakette fahren dürfen. Am 15. Februar 2023 gab das Regierungspräsidium Freiburg bekannt, die Umweltzone in Schramberg zum 1. März 2023 aufzuheben. Zugleich teilte das Regierungspräsidium mit, dass die angeordnete Geschwindigkeit von 30 Kilometern pro Stunde in der Oberndorfer Straße aufrechterhalten bleibt.

### Schiene
Schramberg ist die größte Stadt in Baden-Württemberg ohne Schienenanschluss. Die 1892 eröffnete Bahnstrecke Schiltach–Schramberg wurde 1959 für den Personenverkehr und 1991 schließlich komplett stillgelegt. Auf dem ehemaligen Bahnkörper verläuft heute ein Radweg nach Schiltach.

### Bus
Schramberg ist an den öffentlichen Personennahverkehr (ÖPNV) über die Buslinien der Südbadenbus GmbH angebunden. Diese führen z. B. nach Schiltach, Rottweil, Alpirsbach, Hornberg, Oberndorf und Königsfeld. Der Stadtverkehr in Schramberg wird ebenfalls von Südbadenbus betrieben.

### Radverkehr
Durch Alltagsrouten aus dem Radnetz Baden-Württemberg ist Schramberg
- über den Stadtteil Sulgen und über Dunningen und Zimmern ob Rottweil mit Rottweil und
- über Schiltach
  - mit Wolfach und
  - über Schenkenzell und Alpirsbach mit Freudenstadt verbunden.

Sulgen ist zudem über Hardt, Königsfeld im Schwarzwald und Mönchweiler mit Villingen-Schwenningen verbunden.
Der Schwarzwald-Panorama-Radweg führt als Landes-Radfernweg von Pforzheim und Freudenstadt kommend östlich des Kinzigtals über Sulgen Richtung Villingen-Schwenningen und schließlich weiter nach Waldshut-Tiengen.

### Luftverkehr
Der Flugplatz Winzeln-Schramberg (EDTW) wird vom Luftsportverein Schwarzwald betrieben.

## Kultur und Sehenswürdigkeiten

### Museen

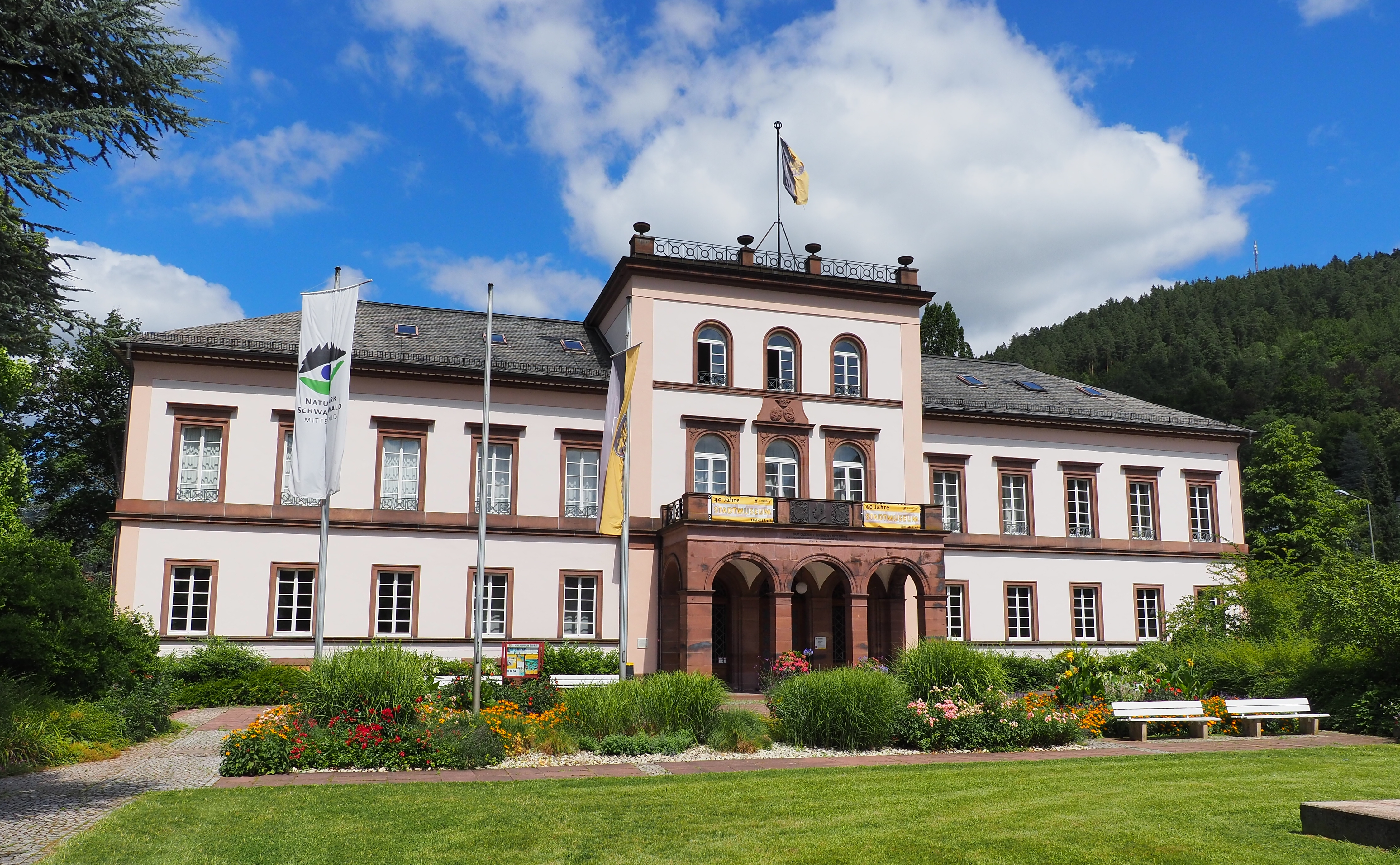
Das Stadtmuseum

- Das Stadtmuseum im klassizistischen Schloss aus dem 19. Jahrhundert zeigt die geschichtliche Entwicklung Schrambergs.
- Das Dieselmuseum im Gewerbepark H.A.U. (Hamburg Amerikanische Uhrenfabrik, die 1875 von Paul Landenberger gegründet wurde und 1930 mit der Uhrenfabrik Junghans fusionierte) beherbergt den vermutlich größten originalgetreu erhaltenen Dieselmotor aus der Zeit vor dem Ersten Weltkrieg sowie ein historisches Fotoatelier.
- Neu eröffnet wurde im Mai 2007 die Autosammlung Steim in der Göttelbachstraße (an der B462) Richtung Sulgen. Das 3000 m² große moderne Gebäude beinhaltet über 100 seltene und überaus interessante Exponate der Automobilgeschichte der letzten 100 Jahre. So ist z. B. ein Adler Le Mans Rennwagen ausgestellt, der nur dreimal gebaut wurde. Ein Mercedes 300 C hatte als Erstbesitzer den Bundespräsidenten Heinrich Lübke und der Saxon Four Roadster Baujahr 1915 befindet sich im Originalzustand und ist darüber hinaus fahrbereit.
- Das Automuseum und Uhrenmuseum Erfinderzeiten zeigt zum einen die Entwicklung der Mobilität des „kleinen Mannes“ nach 1945 und zum anderen eine Zeitreise durch die Geschichte der Uhrenfertigung im Schwarzwald. Das Museum präsentiert neben Autos und Uhren auch die Technik und die Automobilgeschichte und die Exponate Uhr und Auto in Verbindung mit zeittypischen Alltagsszenen wie beispielsweise Einkauf im Tante-Emma-Laden, mit Gegenständen der entsprechenden Epoche.
- Das Eisenbahnmuseum Schwarzwald ist ein Museum für Modelleisenbahnen und beherbergt eine umfangreiche Modelleisenbahnsammlung der Spur 2.
- Der Terrassenbau der Firma Junghans, der von 1916 bis 1918 erbaut wurde, ist ein Meisterwerk des Industriearchitekten Philipp Jakob Manz und gilt als eines der architektonisch interessantesten Industriegebäude weltweit. Das 2018 eröffnete „Junghans Terrassenbau Museum“ zeigt die Geschichte der Schwarzwalduhren, der Uhrenfabrik Junghans und der damit verbundenen Zulieferindustrie.[22]

### Bauwerke

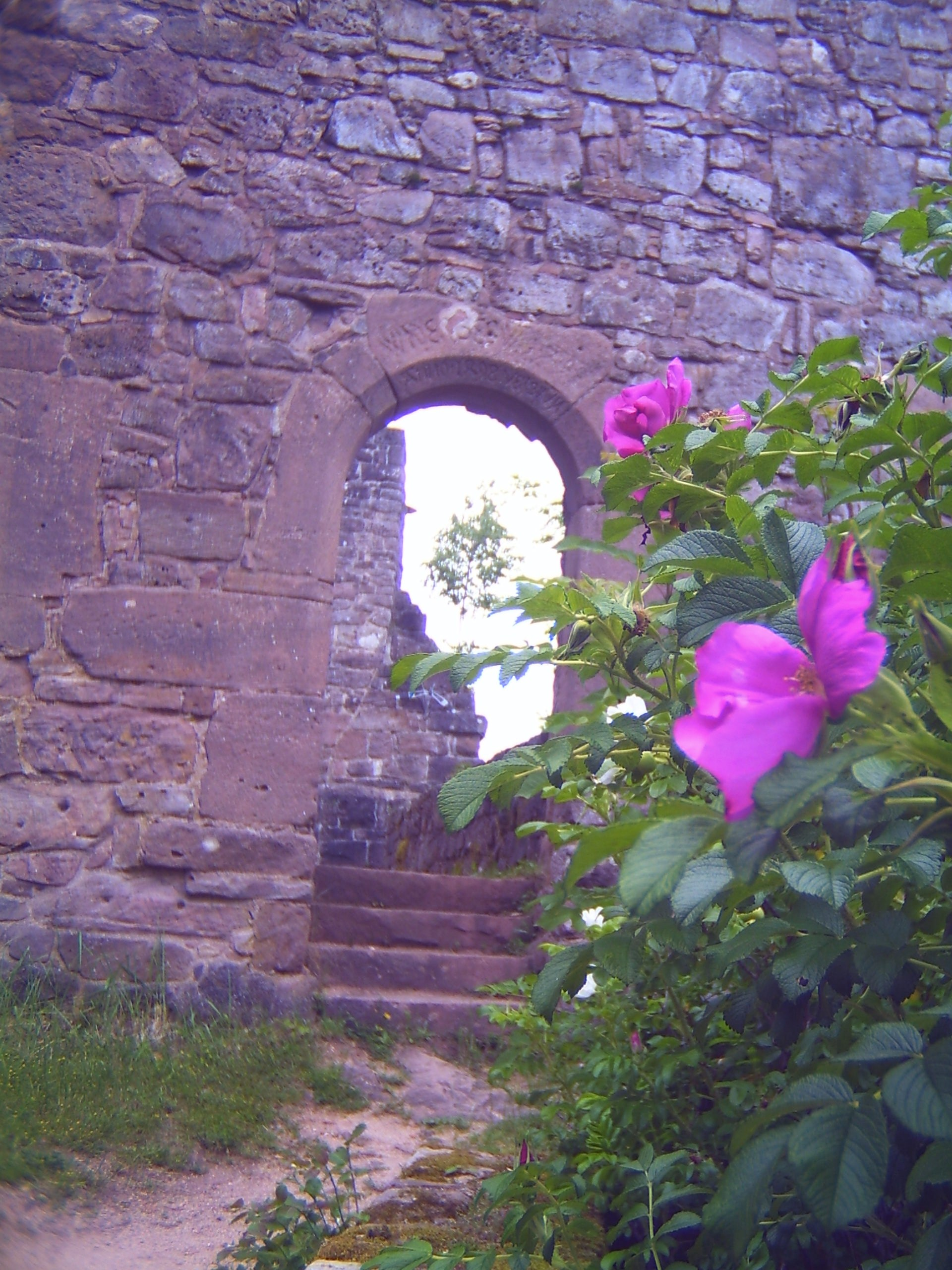
Burg Hohenschramberg, Eingang zum Vorderen Schloss

- Drei Burgen prägen das Ortsbild der Talstadt: Die Burgruine Hohenschramberg, die Ruine Schilteck und die Ruine Falkenstein.
- Daneben gibt es noch zwei weitere Burgruinen, von denen nur geringe Reste erhalten sind: Die Ruine Ramstein und die Ruine Berneck.[23]
- Die katholische Kirche St. Maria ist ein klassizistischer Neubau von 1838 bis 1842 mit Dachreiter. Bekannt ist die Orgel von Eberhard Friedrich Walcker. Die Kirchenportale und die Gestaltung des Altarraumes wurden künstlerisch von Erich Hauser gestaltet, der Kreuzweg von Sepp Biehler. Weitere Kirchen und Kapellen sind die Heilig-Geist-Kirche von 1913 (Architekt: Joseph Cades) und die Falkensteiner Kapelle, die ursprünglich aus dem 13. Jahrhundert stammt, aber im 18. Jahrhundert umgebaut wurde. Besonders sehenswert ist dort die Pietà.
- Terrassenbau der Firma Junghans[24]
- In den Stadtteilen gibt es die alte St.-Laurentius-Kirche Sulgen, die 1826 umgebaut wurde, die neue St.-Laurentius-Kirche von 1967, die Wallfahrtskirche St. Gallus Heiligenbronn von 1873 sowie die evangelische Stadtkirche von 1873 und die evangelische Kirche Sulgen von 1956. Die heutige katholische Kirche St. Valentin in Waldmössingen wurde 1973 fertiggestellt, nachdem der Vorgängerbau 1969 vollständig ausgebrannt war und abgerissen werden musste.
- Seit 1946 erinnert ein Gedenkstein in der Grünanlage zwischen Schillerstraße und Mühlengraben an sechs Schramberger Bürger, die Opfer des Faschismus wurden. Seit 1982 erstellte die Stadt eine Dokumentation zu ihrem Leben.[25]
- Im Ortsteil Waldmössingen befindet sich die Teilrekonstruktion des Kastells Waldmössingen, das im 1. Jahrhundert nach Christus erbaut wurde.

### Park der Zeiten
In den Jahren 2002 bis 2007 wurde der Kurpark der Stadt umgestaltet in den Park der Zeiten. Dabei blieben die historischen Elemente des Villenparks erhalten. Angebote für Familien und Plätze für kulturelle Veranstaltungen wurden erneuert oder kamen hinzu. Neu sind ein Kinderspielplatz, ein Teich mit Spiel- und Ruhezonen, Wasserspiele und Wasserläufe, ein Magnolien-, ein Rhododendron- und ein Rosengarten. Der Bereich mit Konzertmuschel für Open-Air-Veranstaltungen wurde saniert.
Der Begriff Zeit soll durch Kunstwerke, wie die Steinbank 4-Himmelsrichtungen von Georg Hüter oder eine Sonnenbank, die sich mit der Sonne dreht, experimentell, künstlerisch und sinnlich erlebbar gemacht werden.

## Brauchtum und Traditionen

### Die Schramberger Fasnet

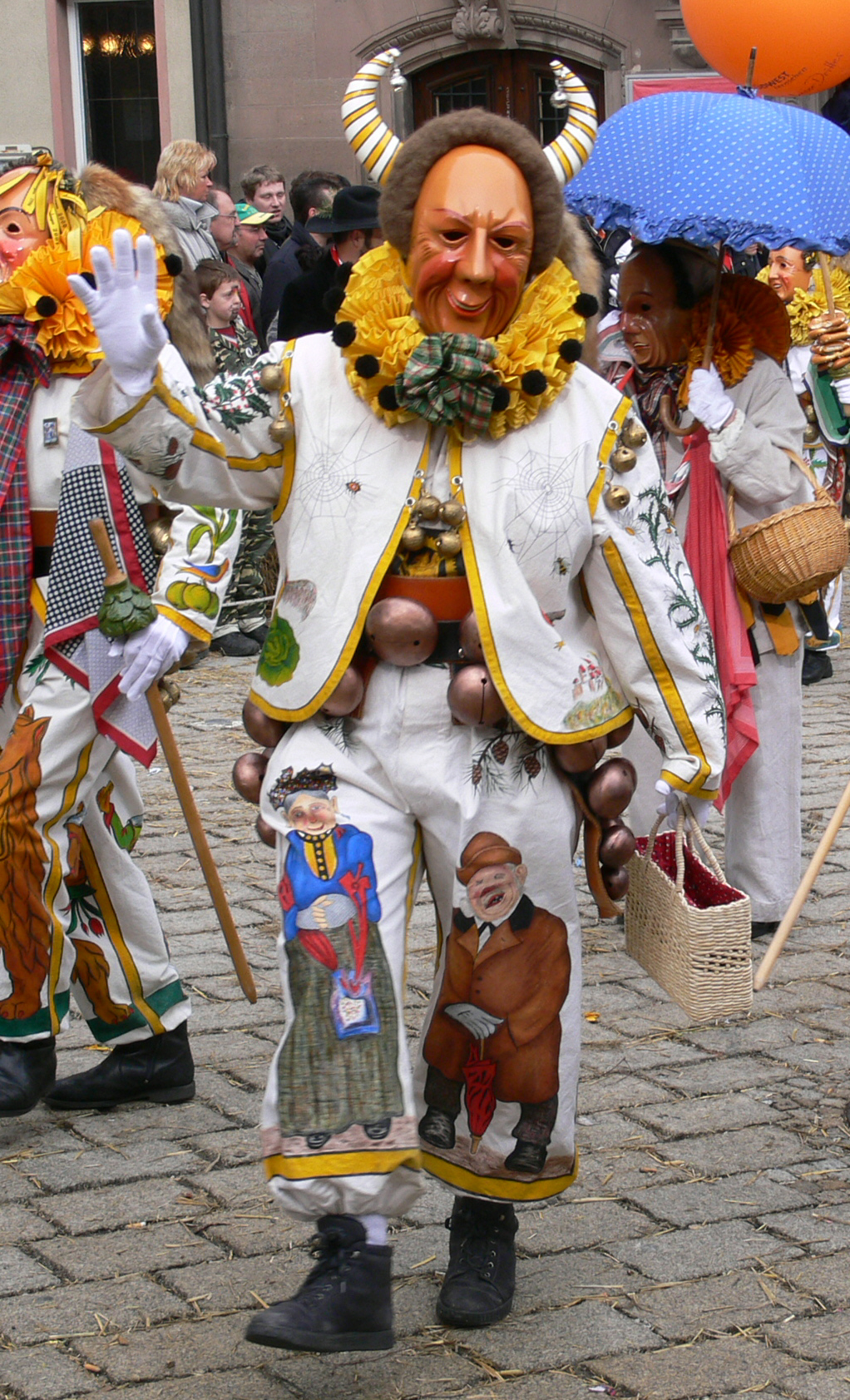
Schramberger Narro

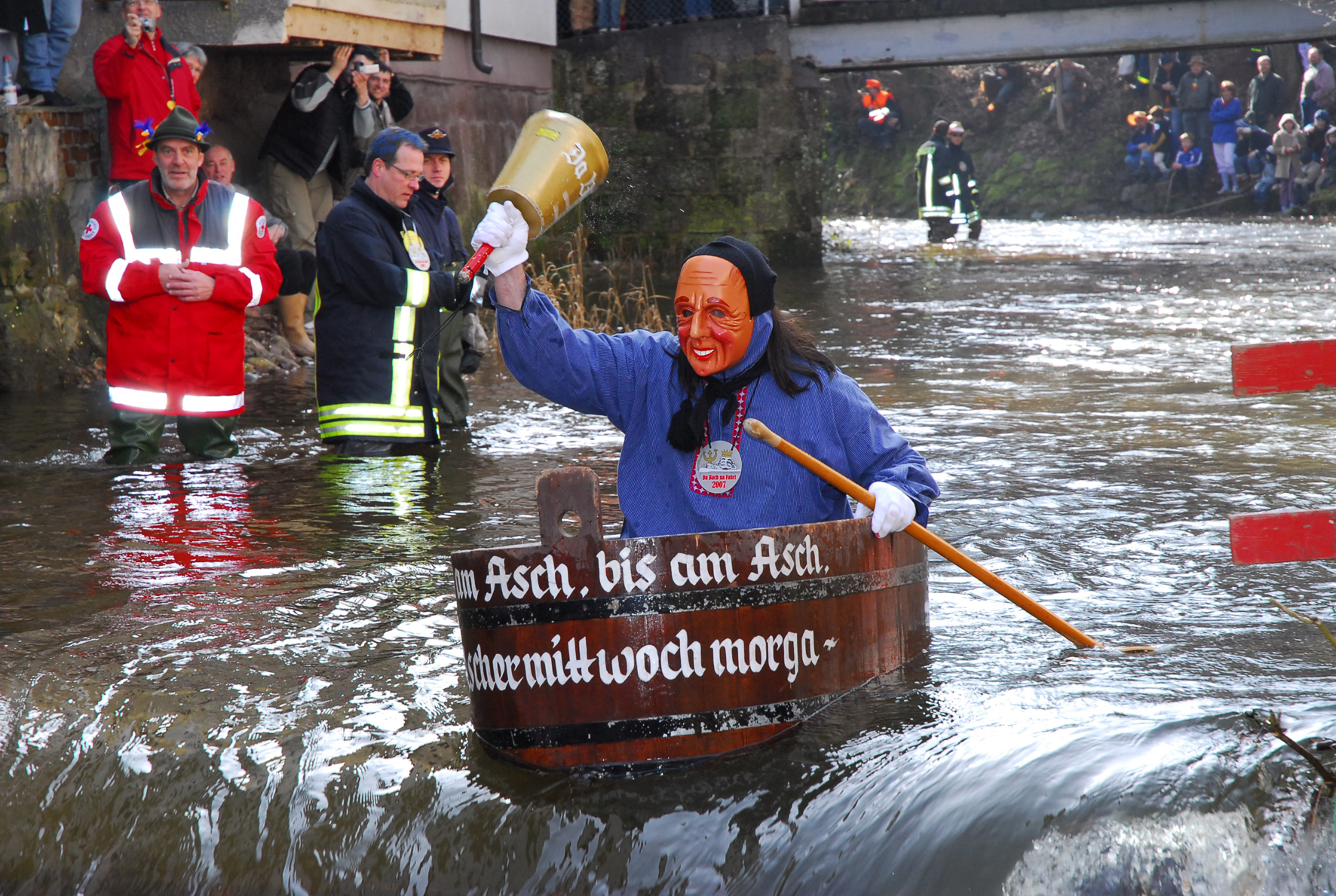
Da-Bach-na-Fahrer in Schramberg

Schramberg ist eine Hochburg der schwäbisch-alemannischen Fastnacht oder „Fasnet“. Bekannteste Attraktion ist die „Da-Bach-na-Fahrt“ am Fasnetsmontag, die seit 1936 jährlich inzwischen bis zu 30.000 Zuschauer anzieht.
Neben dem „Bach-na-Fahrer“ und dem „Narro“ gibt es das Narrenkleid „Hansel“ und den „Bruele“. Auch zahlreiche Hexenzünfte sind bei der Schramberger Fasnet aktiv. Bekannt ist auch der „Brezelsegen“, der bei mehreren Veranstaltungen während der Fasnetstage stattfindet. Hier verteilen die Hansel an die Besucher, vor allem die Kinder, Brezeln, wenn sie den Schramberger Narrenruf „Hoorig, hoorig, hoorig isch dia Katz“ vorsingen.

### Das Kilbesingen
Eine alte Tradition in Schramberg und der Raumschaft Schramberg (ehemaliges Territorium der Herrschaft Schramberg) ist die Kilbe bzw. das Kilbesingen am vorletzten Oktobersamstag und den darauffolgenden Tagen bis zum Mittwoch.
Dabei ziehen in den frühen Abendstunden Kinder mit ihren Laternen von Haus zu Haus, singen Lieder und erhalten dafür Süßigkeiten oder Kilbe-Küchle (in Fett gebackene Hefekrapfen).
Kilbe-Spruch:

Hit isch Kilbe, morga isch Kilbe, bis am Midwoch Obed.

Un wenn i zu meim Schäzele komm,

no sag ich guada’n Obed.

Guada Obed Schäzele,

kauf mr au a Bretzele

Un an Schobba roda Wi.

Morga soll mei Hochzit si.
Kiachle raus, Kiachle raus

oder i schmeiss dr a Stoi ans Haus.

Zucker druf, Zucker druf

oder i speib dr am Fenster nuf.
(Von Ort zu Ort variiert der Text)

## Persönlichkeiten

### Söhne und Töchter der Stadt
- Bernhard Heine (1800–1846), Instrumentenmacher, Pionier der Orthopäde und Erfinder des Osteotoms
- Karl Hettich (1837–1894), Unternehmer und Erfinder
- Arthur Junghans (1852–1920), Uhrenfabrikant
- Beatrix Kopp (1868–1940), Benediktinerin, Äbtissin des Klosters zum Hl. Kreuz in Säben, Südtirol
- Adalbert Stehle (1876–1935), badischer Beamter
- Josef Andre (1879–1950), Politiker (ZENTRUM, BCSV, CDU), MdR, MdL (Württemberg, Württemberg-Baden), Wirtschaftsminister von Württemberg-Baden
- Karl Erhard Junghans (1879–1968), Unternehmer
- Albert Bauer (1883–1959), Politiker
- Albrecht Leo Merz (1884–1967), Senator und Gründer der Merz Schule sowie der Merz Akademie
- Eugen Reuter (1885–1955), Politiker und Landtagsabgeordneter (Zentrum, BCSV, CDU)
- Siegfried Junghans (1887–1954), Erfinder
- Otto Ernst Schweizer (1890–1965), Architekt
- Helmut Junghans (1891–1964), Uhrenfabrikant
- Fritz Landenberger (1892–1978), Politiker, Landrat und Oberbürgermeister in Esslingen am Neckar
- Josef Schinle (1896–1965), Landtagsabgeordneter
- Wilhelm Gebhardt (1897–1974), Bürgermeister von Crailsheim
- Otto Heuschele (1900–1996), Schriftsteller, Herausgeber und Pädagoge
- Walter Kohler (1903–1945), Kunst- und Glasmaler und Mitbegründer der Stuttgarter Sezession, geboren im heutigen Stadtteil Schönbronn
- Georg Knöpfle (1904–1987), Fußballer, Nationalspieler
- Karl Friedrich Maier (1905–1993), Wirtschaftswissenschaftler
- Hans Arnold (1906–1997), Verwaltungsbeamter und Kommunalpolitiker
- Vinzenz Erath (1906–1976), Erzähler, Romanautor
- Eugen Klaussner (1906–1989), Unternehmer
- Walter Merz (1906–1978), Sprengmeister in Hamburg
- Karl Schäuble (1907–2000), Politiker (BCSV, CDU), Landtagsabgeordneter
- Rose Sommer-Leypold (1909–2003), Malerin
- Walter Schick (1909–1944), Jurist, Gestapobeamter und SS-Führer
- Erich Grüner (1909–1995), Hotelier und Politiker (BCSV, CDU)
- Ludwig Schweizer (1910–1989), Architekt, Baubeamter und Hochschullehrer
- Martha Ott (1923–2007), Unternehmerin
- Heinz Rapp (1924–2007), Politiker (SPD), Mitglied des Bundestages
- Hugo Ruf (1925–1999), Musiker, Hochschullehrer
- German Müller (1930–2007), Geologe, Geochemiker
- Rosalinde Haas (* 1932), Organistin
- Willibrord Haas (* 1936), Maler, Zeichner und Grafiker
- Martin Herzog (* 1936), Politiker (CDU), u. a. Wirtschaftsminister Baden-Württembergs
- Hans Albrecht (* 1938), Ingenieurwissenschaftler
- Erika Hein, geborene Hoer (* 1939), Kinderkrankenschwester und Schriftstellerin
- Dieter Stöffler (1939–2023), Geologe und Mineraloge
- Ulrich Bopp (* 1940), Verwaltungsjurist
- Hans-Jochem Steim (* 1942), Unternehmer, Politiker (CDU), MdL (Baden-Württemberg) (1996–2006), Ehrenbürger
- Arno Bogenrieder (1944–2024), Botaniker und Professor
- Herbert Zinell (* 1951), SPD-Politiker, von 1990 bis 2011 Oberbürgermeister von Schramberg, Ehrenbürger
- Franz Baumann (* 1953), Beamter bei den Vereinten Nationen
- Manfred Kriener (* 1953), Journalist
- Dizzy Krisch (* 1954), Jazz-Vibraphonist, -Pianist und -Komponist
- Michael Maurer (* 1954), Historiker, geboren im heutigen Stadtteil Tennenbronn
- Max Maldacker (* 1955), Diplomat
- Holger Pfaff (* 1956), Soziologe
- Martin Weppler (* 1958), Leichtathlet, 400-Meter-Läufer
- Vera King (* 1960), Soziologin und Sozialpsychologin
- Hans-Peter Schaub (* 1961), Journalist, Fotograf und Sachbuchautor
- Uli Jäckle (* 1961), Theaterregisseur
- Stefan Linus Fix (* 1962), Generalmajor des Heeres der Bundeswehr
- Uta-Maria Heim (* 1963), Schriftstellerin, Krimi-Autorin
- Johannes King (* 1963), Koch
- Martina Pfaff (* 1963), Regisseurin
- Frank Schweikert (* 1963), Journalist
- Susanne Andreae (* 1964), Buchautorin
- Bettina Rave (* 1964), Künstlerin
- Gabriele Uhl (* 1964), Biologin
- Daniel Oliver Bachmann (* 1965), Schriftsteller, Drehbuchautor und Regisseur
- Kerstin Andreae (* 1968), Politikerin von Bündnis 90/Die Grünen und MdB
- Oliver Fehrenbacher (* 1968), Rechtswissenschaftler und Hochschullehrer
- Daniel Roth (* 1969), Künstler
- Jochen Weller (* 1969), Astrophysiker
- Ralf Özkara (* 1970), Politiker (ehemals AfD)
- Thomas Herzog (* 1976), Jurist; von 2011 bis 2019 Oberbürgermeister von Schramberg
- Maria-Elisabeth Lott (* 1987), Violinistin
- Kira Eickhoff (* 1988), Handballnationalspielerin
- Myriam Krüger (* 1989), Fußballerin beim SC Freiburg
- Jonathan Maier (* 1992), Basketballspieler
- Sandra Paruszewski (* 1993), Ringerin
- Janina Hettich-Walz (* 1996), Biathletin
- Saskia Meier (* 1997), Fußballspielerin
- Alina Bantle (* 2000), Fußballspielerin
- Emilly Kapitza (* 2000), Basketballspielerin

### Weitere Persönlichkeiten, die hier wirkten
- Franz Xaver Mezler (1756–1812), Mediziner, Leibarzt der Grafen von Bissingen in Schramberg
- Erhard Junghans (1823–1870), gründete die Uhrenfabrik Junghans
- Philipp Bauknecht (1884–1933), Künstler des Expressionismus, verbrachte nach der Rückkehr der Eltern aus Barcelona seine Jugend in Schramberg
- Augustinus Hieber (1886–1968), war Kaplan in Schramberg
- Eva Zeisel (1906–2011), war Designerin bei der Schramberger Majolika
- Otto Nitze (1924–1988), war Städtischer Musikdirektor von 1961 bis 1965 und Gründer des Städtischen Jugendorchesters der Stadtmusik Schramberg
- Ernest Majo (1916–2002), war Städtischer Musikdirektor und Leiter der Musikschule
- Julius Viel (1918–2002), Untersturmführer der Waffen-SS, 2001 zu einer 12-jährigen Haftstrafe verurteilt; leitete die Lokalredaktion der Schwäbischen Zeitung in Schramberg
- Martin Grüner (1929–2018), Politiker (FDP); wuchs in Schramberg auf
- Erich Hauser (1930–2004), Bildhauer, wohnhaft in Schramberg 1952–1959
- Evelyne Marie France Neff (* 1941), Kommunalpolitikerin und Landespolitikerin (SPD); wirkte und lebte lange Zeit in Schramberg, erhielt 2003 für ihre politische und ehrenamtliche Arbeit das Bundesverdienstkreuz am Bande
- Bernd Richter (* 1943), Bundesvorsitzender der ÖDP 1993–1995; lebt in Schramberg
- Christophe Neff (* 1964), der Geograph verbrachte Kindheit und Jugendzeit in Schramberg
- Gitta Saxx (* 1965), Playmate des Jahrhunderts; wuchs in Schramberg auf
- Michael Ebert (* 1974), Journalist; wuchs in Schramberg auf
- Ruja Ignatova (* 1980), Unternehmerin, wuchs in Schramberg auf.